# خوش آمد گل وزان خوشتر نباشد
غزلی با مطلع «خوش آمد گل وزان خوشتر نباشد»، غزل شمارهٔ ۱۶۲ از دیوانِ حافظ در تصحیحِ محمد قزوینی و قاسم غنی است.

## در اجراها
حسین قوامی در برنامهٔ شمارهٔ ۱۱۳ از مجموعهٔ گل‌های تازه این غزل را در دستگاهِ شور اجرا کرده است.